# مسیر (آخرین بازمانده از ما)
«مسیر» (انگلیسی: The Path) سومین قسمت از فصل دوم مجموعه درام پسا آخرالزمانی آمریکایی آخرین بازمانده از ما است. این قسمت که توسط کریگ مازن، یکی از سازندگان این مجموعه، نوشته و توسط پیتر هوار کارگردانی شده است، در ۲۷ آوریل ۲۰۲۵ از شبکه اچ‌بی‌او پخش شد. این قسمت داستان الی (بلا رمزی)، تامی (گابریل لونا)، دینا (ایزابلا مرسد)، و جسی (یانگ مازینو) را سه ماه پس از حمله موجودات آلوده به شهرشان در جکسون، وایومینگ، روایت می‌کند. الی به‌دنبال پیگیری قاتلان جوئل در سیاتل است.
فیلم‌برداری این قسمت در حوالی آوریل ۲۰۲۴ انجام شد. نویسندگان قصد داشتند در این قسمت بر شهر جکسون تمرکز کرده و با ادای احترام به جوئل، فرصتی برای سوگواری مخاطبان فراهم کنند. این قسمت گروه سرافیت‌ها را معرفی می‌کند، یک گروه مذهبی در سیاتل که طراحی‌های آن‌ها بر اساس نسخهٔ بازی ساخته شده است؛ جای زخم‌های صورت اعضای این گروه نیاز به پروتز داشت که طراحی آن‌ها چندین بار تغییر کرد.
منتقدان از کارگردانی، فیلم‌برداری، فیلم‌نامه، و شیمی بین رمزی و مرسد تمجید کردند؛ اما دیالوگ‌ها و مضامین از سوی برخی بیش از حد صریح ارزیابی شد.

## داستان
پس از حمله موجودات آلوده به جکسون، وایومینگ و مرگ جوئل، تامی جسد جوئل را تمیز می‌کند. الی در بیمارستان بستری می‌شود و سپس با یادآوری مرگ جوئل با فریاد از خواب می‌پرد. سه ماه بعد، شهر جکسون هنوز در حال بازسازی است و الی از نظر جسمی آمادهٔ مرخصی از بیمارستان است. او ارزیابی روان‌شناختی‌ای با گیل دارد که دربارهٔ احساساتش نسبت به مرگ جوئل صحبت می‌کند و به جلسهٔ قبلی‌شان اشاره دارد که جوئل گفته بود الی را نجات داده است. الی ادعا می‌کند که متوجه منظور گیل نیست و می‌گوید که از نظر ذهنی بهبود یافته است. سپس به خانهٔ جوئل می‌رود و هنگام لمس کردن ژاکت او گریه می‌کند. دینا به دیدنش می‌آید و به او اطلاع می‌دهد که گروه قاتلان جوئل—اعضای جبههٔ آزادی واشینگتن (WLF)—در سیاتل مستقر هستند.
در جلسهٔ شورای شهر، برخی از مردم مخالف اعزام گروهی به سیاتل برای ردیابی قاتلان جوئل هستند. ست با عصبانیت معتقد است که گروه باید برای دفاع از جکسون فرستاده شود، در حالی که الی نامه‌ای می‌خواند که مردم شهر را به اعزام گروه برای اجرای عدالت، نه انتقام، ترغیب می‌کند. هشت نفر از یازده عضو شورای شهر این پیشنهاد را رد می‌کنند. تامی با گیل صحبت می‌کند و نگران است که الی پس از رأی‌گیری تصمیمات عجولانه‌ای بگیرد. گیل به او می‌گوید که برخی افراد را نمی‌توان از خودشان و اعمالشان نجات داد. وقتی الی آمادهٔ ترک شهر برای سفر به سیاتل می‌شود، دینا به او می‌گوید که همراهش خواهد بود و تدارکات لازم را فراهم می‌کند. ست به آن‌ها کمک می‌کند تا جکسون را ترک کنند.
صبح روز بعد، الی دانه‌های قهوه را روی قبر جوئل قرار می‌دهد. در مسیر سفر به سیاتل، او و دینا دربارهٔ بوسه‌شان در مهمانی سال نو صحبت می‌کنند و می‌گویند که اهمیتی نداشته است. دینا احساس می‌کند که جسی غمگین است و مشکوک است که شاید ذاتاً اینگونه باشد یا اینکه غمش به دلیل اتفاقات اخیر باشد. بعداً، الی و دینا با گروهی از سرافیت‌های مرده، از جمله یک دختر خردسال، روبه‌رو می‌شوند که باعث می‌شود دینا دچار حالت تهوع شود. آن‌ها به سیاتل می‌رسند و متوجه عدم حضور اعضای WLF می‌شوند. در همین حال، کاروانی از ده‌ها سرباز WLF به همراه چندین خودروی زرهی در خیابان‌های سیاتل حرکت می‌کنند.

## تولید

### فیلم‌برداری
تولید این قسمت در آوریل ۲۰۲۴ آغاز شد. کسینیا سره‌دا، مدیر فیلم‌برداری اصلی مجموعه، در این قسمت با پیتر هوار همکاری داشت. فضای داخلی خانهٔ جوئل به‌طور ویژه برای این قسمت در یک صحنهٔ استودیویی ساخته شد.: ۱:۱۷  سره‌دا هنگام فیلم‌برداری صحنه‌های حضور الی در خانهٔ جوئل به گریه افتاد. هوار می‌خواست دوربین در فاصله‌ای «به شکلی ناراحت‌کننده نزدیک» به شخصیت‌ها قرار گیرد تا درد آن‌ها را ملموس‌تر نشان دهد.: ۲:۰۳  در سکانس تالار شهر، چهار دوربین هم‌زمان به کار گرفته شد؛ این صحنه شش و نیم صفحه از فیلم‌نامه را شامل می‌شد و طی یک روز فیلم‌برداری شد. سره‌دا قصد داشت بازی چندین بازیگر را به خوبی ثبت کند و هوار معتقد بود انجام تعداد کمتری برداشت از زوایای مختلف، قدرت بازی‌ها را افزایش می‌دهد.: ۵:۱۶  فیلم‌برداری تکمیلی نیز از ۱۳ تا ۱۷ سپتامبر در مرکز شهر ونکوور — در نمای خارجی برج گینس و پلازای اوشنیک — انجام شد و شامل سکانس‌هایی با کاروانی از خودروهای نظامی بود.

## بازخورد

### پخش
به مناسبت گرامی‌داشت ترکیب بازیگران متنوع این مجموعه، مکس با همکاری کمپلکس یک نمایش ویژه از قسمت «مسیر» را در ۲۴ آوریل ۲۰۲۵ در استودیوی ان‌وای‌ای لس‌آنجلس برگزار کرد. این رویداد شامل یک نشست پرسش‌وپاسخ با حضور بازیگران اریلا بارر، تاتی گابریل، گابریل لونا، ایزابلا مرسد و دنی رامیرز بود. این قسمت در ۲۷ آوریل ۲۰۲۵ از شبکهٔ اچ‌بی‌او پخش شد.

### بازخورد منتقدان
قسمت «مسیر» در وب‌سایت نقد و بررسی راتن تومیتوز بر اساس ۱۷ نقد، امتیاز تأیید ۱۰۰٪ دریافت کرده است. منتقدان از کارگردانی پیتر هوار و فیلم‌برداری کسینیا سره‌دا تمجید کرده‌اند، به‌ویژه در صحنهٔ قبر جوئل و سکانس سفر به سیاتل که بسیاری آن را شبیه به فیلم وسترن دانسته‌اند. الکس ولش از درپ صحنهٔ قبرستان را «یکی از سینمایی‌ترین و از لحاظ بصری چشمگیرترین لحظاتی که آخرین بازمانده از ما تاکنون خلق کرده است» نامیده است.
کلی لاولر از یواس‌ای تودی سه قسمت آغازین این فصل را «پُرکشش و خیره‌کننده» توصیف کرد و آن را یادآور فصل اول دانست.